# No Fun at All
No Fun At All, también conocido como NFAA, es un grupo de música punk formado el verano de 1991 en Skinnskatteberg, un pueblo de Suecia. Los miembros originales de la formación eran Mikael Danielsson (guitarra), Jimmy Olsson (voz y batería) y Henrik Sunvisson (bajo). El nombre es una mezcla del título de una canción de los Sex Pistols llamada 'No fun', original de los Stooges, y del grupo hardcore Sick Of It All.
En Suecia sus discos fueron editados por Burning Heart Records, mientras que en Estados Unidos lo harían primero Theologian Records y después Epitaph Records.
En 1993 Jimmy Olsson abandonó el grupo para centrarse en su otra banda musical Sober. Fue entonces cuando entraron los nuevos componentes: Ingemar Jansson (voz), Krister Johansson (guitarra) y Kjell Ramstedt (batería). 
En 1999 Henrik Sunvisson dejó NFAA. Mikael Danielsson cambió la guitarra por el bajo, y entró Stefan Neuman como nuevo guitarrista. 
El 11 de noviembre del 2001, después de 10 años y una gran carrera musical con más de 250.000 ventas en todo el mundo, No Fun At All se separó.
Desde el 2004, No Fun At All se reunió para hacer algunos conciertos, y publicó el álbum Low Rider en el año 2008.
En 2017, luego de su gira sudamericana, Krister y Stefan anunciaron sus partidas de la banda. Su último show fue el 11 de abril en Florianópolis. Fredrik Eriksson (guitarra) y Stefan Bratt (bajo) fueron anunciados como sus reemplazantes.

## Miembros
Miembros actuales
- Ingemar Jansson – voz (1993–presente)
- Kjell Ramstedt – batería (1993–presente)
- Max – guitarra (2024–presente)
- Fredrik Eriksson – guitarra (2017-presente)
- Stefan Bratt – bajo (2017–presente)

Miembros anteriores
- Mikael Danielsson – guitarra (1993–2023)
- Jimmy Olsson – batería y voz (1991–1993)
- Henrik Sunvisson – bajo (1991–1999)
- Krister Johansson – guitarra (1991–1999), bajo (1999–2017);
- Stefan Neuman – guitarra (1999–2017)

## Discografía

### Lanzamientos
- No Straight Angles, 1994
- Out of Bounds, 1995
- The Big Knockover, 1997
- EP's Going Steady, 1998 (compilado de EP)
- State of Flow, 2000
- Master Celebrations, 2002 (compilado)
- Low Rider, 2008
- Grit,  2018
- Seventh Wave, 2022

### EP
- Vision, 1993
- In a Rhyme, 1994
- There is a Reason to Believe in Miracles, 1995 (split)
- Stranded, 1995
- And Now for Something Completely Different, 1997
- Live in Tokyo, 1999

### Otros lanzamientos
- Touchdown, 1992(demo)
- Throw It In, 1997 (compilado lanzado para Australia)
- NFAA, 2000 (promo)

### Videos clips
- Beachparty
- In a rhyme
- Stranded
- Master celebrator
- Should have known
- Second best
- Spirit